# Koreas socialdemokratiska parti

Koreas socialdemokratiska partis emblem.

Koreas socialdemokratiska parti, innan 1980 Koreas demokratiska parti, är ett politiskt parti i Nordkorea, som bildades 1945. Partiets ideologi är nominellt socialdemokratiskt men överskuggas av dess allians med det dominerande kommunistiska Koreanska arbetarpartiet. Efter valet 22 april 1990 fick partiet 7,4 procent, 51 av de 687 platserna i Högsta folkförsamlingen. 